# スクーバ・スクールズ・インターナショナル
スクーバスクールインターナショナル (SSI) は、スクーバダイビングやフリーダイビングに関わるスキルを教え、ダイビングビジネスやリゾートをサポートする組織。

## 歴史
SSIは1970年にロバート・クラークによって設立された。SSI本部はコロラド州フォートコリンズにあり、Concept Systems International Inc.が所有している。2008年には、Doug McNeese（NASDSの所有者（米国）が1999年にSSIと合併するまで）およびRobert Stoss（ScubaproおよびSeemann Subのマネージャー）によって買収された。 2014年1月1日、SSIは、HEAD NVが所有するダイビング用品ブランドMARESに490万ユーロで買収された。

## トレーニング
SSIは国際的に認められたレクリエーションダイバートレーニングプログラムを提供している。最も一般的なプログラムは、SSIオープンウォーターダイバー（OWD）およびアドバンスドオープンウォーターダイバー（AOWD）である。 8〜12歳の子供を対象としたSSIのトレーニングプログラムは、スクーバレンジャーと呼ばれている。
他のダイビングトレーニング組織との主な違いは、SSIプロフェッショナルはSSIトレーニングセンターに所属しなければならず、これはダイビングの最高の教育品質を守り維持していくために不可欠だからであるとされる。
SSIは、世界レクリエーションスクーバトレーニングカウンシルの以下の評議会のメンバーである（米国RSTC、RSTCヨーロッパ、Cカードカウンシル）。SSIは、2005年にEUF認証機関からCEN認証を取得した。そして2010年6月1日にISO認証を取得した。

## プログラム、認定、進行

SSI教育システム

SSIトレーニング基準は、提供されるプログラム、その前提条件、および認定の進行状況の概要を示している。

### 非認定プログラム
- トライスクーバ
- トライフリーダイビング
- トライマーメード
- ブルーオーシャンズ

### エントリーレベルのスキューバダイビング認定
業界標準のオープンウォーターダイバー（15歳未満のジュニアオープンウォーターダイバーを含む）資格に加えて、SSIは以下を提供している（追加のトレーニングでオープンウォーター認定にアップグレード可能）。
- ベーシックダイバー（ISO 11121）
- リファーラルダイバー
- インドアダイバー
- スキューバダイバー（ISO 24801-1）（15歳未満のジュニアスキューバダイバーを含む）

オープンウォーターダイバーは、 自立したダイバーであるISO 24801-2に準拠している。自立したダイバー（リーダーレベルの引率無しにダイビングができる）レベルは、最高のおよび最も人気のある入門用スクーバ資格としてさまざまに説明されている。 

### オープンウォーターより上を目指す
オープンウォーター認定後の進行は、主にスキューバ専門プログラムの完了と特定の数のダイビングの記録に依存する。
- アドバンスドアドベンチュアラー：5つのアドベンチャーダイブのプログラムと12の専門分野の理論の紹介。PADIのAdvanced Open Water証明書と同等と見なされる[10]。
- スペシャルティダイバー：ログに記録された12ダイブと2つのスペシャルティプログラムの完了時に自動的に授与される[13]。
- アドバンスド・オープンウォーターダイバー：ログに記録された24ダイブと4つのスペシャルティプログラムの完了時に自動的に授与される。
- ダイバーストレス＆レスキュー： ストレスを認識して対処し、事故を防ぎ、緊急時に正しく行動するための特別なトレーニング[14]。PADIのRescue Diverプログラムと同等と見なされる。
- マスターダイバー ：最高のレクリエーション評価で、ダイバーストレス＆レスキューの4つのスペシャルティ、およびログに記録された50ダイブを完了すると自動的に付与される。

### スクーバスペシャルティプログラム
以下は、上記の認定の一部として完了することができる専門コースの一部である。
- 高所ダイバー-必要な変更された減圧手順を参照して、300メートル（1,000フィート）以上の高所でダイビングするための計画、手順、器材[15]。
- ボートダイビング-ボートダイビングのテクニック、旅行代理店とダイビングオペレーターの選択、旅行時に必要な器材。[16]
- ディープダイビング-18メートル（59フィート）未満のレクリエーションダイビングの計画と実施
- 水中写真-デジタルカメラシステムを使用した水中写真の紹介、水中写真の構成と編集
- ダイバーストレス＆レスキュー-水面と水中の問題を回避、認識、対処する方法。
- ドライスーツダイビング-ドライスーツダイビングの利点、スーツの種類、バルブ、インナー、アクセサリー、ドライスーツダイビングのテクニックとスーツのメンテナンス
- EAN ナイトロックス-ナイトロックスでダイビングを計画し、ナイトロックスを安全に使用する（使用前の混合の分析を含む）。
- 器材テクニック-ニーズに合わせたダイビング器材の選択および取付、調整、保守、軽微な修理の方法。
- ナビゲーション-コンパスと環境の手がかりの使用、距離の推定、検索パターンのナビゲート、ウェイポイントの見つけ方、および出口ポイントへの戻り方。
- ナイト/視界不良-夜間および視界不良ダイビングの比較、ダイビングの準備、および適切な器材と手順。
- パーフェクトボイヤンシー‐浮力制御の原理を理解し、水中に適応、ダイバーによる環境への影響を軽減。
- レクリエーションサイドマウントダイビング-サイドマウントダイビングの背景、歴史、メリット、器材、水中での器材の構成方法と管理方法。
- リバーダイビング-河川でのダイビングの特徴、危険の特定と評価、およびリバーダイビング器材の管理方法。
- ダイビングサイエンス-物理学、生理学、減圧理論、海洋生物、ダイビング用品。
- サーチ＆リカバリー-ロープとコンパスを使用したさまざまな捜索パターン、チームでの捜索とリカバリーオペレーションの計画、およびリフティングバッグの正しい取り扱い。
- シャークエコロジー-サメの生物学、生態学、およびサメの識別、ならびにサメとのダイビング手順。
- 波、潮、カレント-波、潮とカレントの基本的な概念、そして岸からそしてボートからそれらに潜るのに適した器材と手順。
- レックダイビング-レック（沈船）に関する情報の入手方法、それらの場所の特定、レックダイビングの準備、適切なレックダイビング技術の使用、およびレックでのダイビング中の危険の特定と回避の方法[16]。

### フリーダイビングプログラム
- トライフリーダイビング
- ベーシックフリーダイビング
- フリーダイビングレベル1＆プール
- フリーダイビングレベル2
- フリーダイビングレベル3
- 以下のようなフリーダイビングスペシャルティープログラム：
  - ノーフィンフリーダイビング
  - モノフィンフリーダイビング
  - フリーイマージョン
  - トレーニングテーブル[17]

### プロのダイビング認定
SSIトレーニング基準は、プロフェッショナル資格と進歩の概要を示している。
- ダイブガイド（ダイブリーダー、ISO 24801-3）：前提条件は、ナビゲーション、ディープダイビング、ナイト＆視界不良のスペシャルティーに加え、ダイバーストレス＆レスキューと合計25時間以上のログ記録を有する40回のダイブ認定である。資格を得るには、トレーニング、試験、およびログ記録が必要で、合計32時間、少なくとも50回のオープンウォーターダイブが行われる。
- ダイブマスター：ダイビングサイエンススペシャルティを完了し、合計40時間以上の60回のオープンウォーターダイブを記録した認定ダイブガイドに授与される。
- アシスタントインストラクター（レベル1インストラクター、ISO 24802-1）：必要前資格ダイブマスター。
- インストラクター（レベル2インストラクター、ISO 24802-2）：必要前資格-ダイブマスター。資格のあるインストラクターは、ダイブガイドのレベルまでのコースを教えることができる。
- スノーケルインストラクター
- アドバンスドオープンウォーターインストラクター（AOWI = OWI + 4SPI 「スペシャルティインストラクター」）
- ダイブマスターインストラクター
- アシスタントインストラクタートレーナー
- マスターインストラクター
- インストラクタートレーナー
- インストラクターサ―ティファイヤー

### 高度なダイビング認定

#### エクステンデッドレンジ認定
- XR ナイトロックスダイバー
- XR アドバンスド・レックダイバー
- XR カバーンダイバー
- XRサイドマウントダイビング
- XRガスブレンダー

#### テクニカルエクステンデッドレンジ認定
- XRエクステンデッドレンジ・ファンデーション
- XR エクステンデッドレンジ / XR エクステンデッドレンジ 制限トライミックス
- XR テクニカルエクステンディドレンジダイバー / TXR テクニカルエクステンディドレンジ・トライミックスダイバー
- XR ハイポキシックトライミックスダイバー
- XR テクニカルレックダイバー
- XR ケイブダイバー
- XR フルケーブダイバー

#### プロフェッショナル認定
- XR ナイトロックスインストラクター
- XR エクステンデッドレンジインストラクター
- XR カバーンダイビングインストラクター
- XR アドバンスド・レックダイビングインストラクター
- XR テクニカルエクステンディドレンジインストラクター
- XR ダイビングインストラクター
- XR テクニカルレックダイビングインストラクター
- XR ケーブダイビングインストラクター
- XR フルケイブダイビングインストラクター
- XR ガスブレンダーインストラクター
- XR ナイトロックスインストラクタートレーナー
- XR エクステンデッドレンジインストラクタートレーナー
- XR テクニカルエクステンデッドレンジインストラクタートレーナー
- XR ハイポキシックトライミックスインストラクタートレーナー
- XR インターナショナルトレーニングディレクター